# 越南军队经商
越南军队经商，是越南允许越南军队从事经营商业贸易。从2007年开始，越南尝试停止军队经商，但至今仍未停止。

## 起源
在20世纪60、70年代，越南军队就有经营活动，主要是从中国和苏联进口生意，一般是从中国和苏联发来的军事援助物资没有装满一车/一船的时候顺带民用商品。
1976年越南统一后，在勃列日涅夫的支持下在东南亚进行大规模扩张，从苏联引进大量苏联淘汰下来的军事装备，并在苏联时期获得苏联150亿美元的低息贷款。1982年后，由于苏联不愿追加更多军事援助，越南被迫开展地下贸易解决部分军费问题，例如与缅甸共产党合作种植罂粟经营毒品贸易，越南人民军部分单位在这一时期一面种植罂粟，一面为销往海外黑市的鸦片成品提供武装保护，这种情况一直持续到1992年后越南政府宣布全面禁毒并引入替代种植项目为止。1991年苏联解体后，继承苏联主体的俄罗斯经济疲软，因此俄罗斯逼迫越南还债。
1990年两山战役后，中国和越南完全停止边境战事，因此越南削减军事开支，最低限度压缩经费。在90年代，越南军队的军费大幅度下跌，而越南仿照中国的军队经商，让军队开展经营商业活动，用赚来的钱偿还债务和改善军队装备与福利。到1993年，越南军队的经商规模就开始红火。

## 停止和停止受阻
越南共产党称，越南军队经商后，对克服当时的财政困难起到了一定的作用，但也出现强力部门少数人利用公权和特权，走私舞弊，贪污腐败，在广大党员和人民群众中造成了恶劣的政治和社会影响，严重损害了党和军队、公安的形象和威信，也为敌对势力攻击越共领导下的政治体制提供了“武器弹药”。
2004年，越南国会开始正式讨论军队该不该经商的问题，大多数代表赞成军队经商，认为这是客观需求，军队参加的偏远地区扶贫项目都很有效，利用国防工厂、企业的剩余力量生产民用产品的效果也很好。持反对意见的人士则认为，军队从商会拥有独特的优势，造成不平等竞争。
2007年，越南共产党要求禁止军队经商，规定从2007年开始，党政机关、军队和社会政治团体要逐渐与现有的纯经营性企业脱钩，转由政府管理。但在2012年，时任越南国家主席张晋创亲自表彰百名军中经商优秀代表。
2017年1月24日，越南第10届四中全会决定要“逐步停止”越南军队经商的状况。6月23日，越南国防部副部长黎瞻于23日在总理阮春福主持的大会上发表了讲话，表示越南军队未来的任务将“集中于保卫党和国家与人民”，并不再进行商业活动。但至2018年，越南军队和商业、产业的剥离不顺利。

## 经营规模
2014年，越南军队所有企业和公司总收入为292万亿越南盾（约137亿美元），占越南生产总值的百分之七。2015年军队控制的企业就实现了利润近140亿美元，已经超过了越南生产总值的百分之十。2016年为近160亿美元，总产值相当于越南全年GDP的百分之十，是越南国家拨划给越军的军费的三倍多，最主要的是Viettel（全称越南军用电子电信公司），Viettel的产值在2016年占越南经商总收入的60%以上。